# Julus acriculus
Julus acriculus är en mångfotingart som beskrevs av Karsch 1881. Julus acriculus ingår i släktet Julus och familjen kejsardubbelfotingar. Inga underarter finns listade i Catalogue of Life.